# علی‌محمد
علی‌محمد نامی برای مردان است. افراد شاخص با این نام از این قرارند:
- علی‌محمد حق‌شناس
- علی‌محمد کاردان
- علی‌محمد بشارتی جهرمی